# Los Lojas
Los Lojas ist eine Ortschaft und eine Parroquia rural („ländliches Kirchspiel“) im Kanton Daule in der ecuadorianischen Provinz Guayas. Die Parroquia besitzt eine Fläche von 141,2 km². Die Einwohnerzahl lag im Jahr 2010 bei 8660. Am 2. September 1940 wurde die Parroquia unter dem Namen Alfredo Baquerizo Moreno gegründet. Namensgeber war Alfredo Baquerizo Moreno, 1916–1920 Präsident von Ecuador.

## Lage
Der Ort Los Lojas befindet sich etwa 17 km südsüdöstlich vom Kantonshauptort Daule am linken Flussufer des Río Daule. Die Parroquia liegt im Süden des Kantons. Südlich von Daule erstrecken sich zahlreiche Neubaugebiete der nördlichen Vororte des Ballungsraumes von Guayaquil. Die Parroquia Los Lojas wird im Nordwesten vom Río Pula, im Westen vom Río Daule begrenzt. Im Osten reicht das Gebiet bis zum Río Los Tintos. Die Fernstraße E486 durchquert den Kanton in Nord-Süd-Richtung.
Die Parroquia Los Lojas grenzt im Osten und im Südosten an den Kanton Samborondón, im Süden an die Parroquia La Aurora, im Westen an den Kanton Guayaquil, im Nordwesten an die Parroquia Daule, im zentralen Norden an die Parroquia Juan Bautista Aguirre sowie im äußersten Nordosten an den Kanton Salitre.